# Jochen Holy
Jochen Bernd Holy (* 29. Dezember 1941 in Stuttgart; † 25. August 2020 in Bad Wiessee) war ein deutscher Unternehmer in der Textilbranche.

## Familie
Jochen Holy wurde als Sohn des Kaufmanns Eugen Holy und seiner Ehefrau Gertrud geb. Boss, der Tochter von Hugo Boss, dem Gründer des gleichnamigen Bekleidungsherstellers, geboren. Der aus Böhmen stammende Ur-Urgroßvater von Jochen Holy  war Hofschneidermeister in Wien und Begründer der Wiener Schneiderinnung. Holy lebte am Tegernsee und war verheiratet. Aus der Ehe stammen drei Kinder.
Die Gebrüder Holy gehören nach einer Schätzung des manager magazins von 2012 zu den 200 reichsten Deutschen.  Jochen Holy verstarb 78-jährig am 25. August 2020 an seinem Wohnort Bad Wiessee.

## Leben
Als Sohn des Firmenerben und Schwiegersohns von Hugo Boss, Eugen Holy, richtete sich seine Ausbildung nach dem Ziel, gemeinsam mit seinem älteren Bruder Uwe Holy die Führung des väterlichen Unternehmens zu übernehmen. So begann er ein Studium der Volkswirtschaftslehre, während sein Bruder ein BWL-Studium aufnahm.
Der berufliche Werdegang von Jochen Holy ist eng mit dem seines Bruders verknüpft und deckt sich größtenteils mit selbigem. Mit dem Einstieg in das Familienunternehmen im Jahr 1969 begann die Karriere für beide. In den darauffolgenden Jahren bauten sie das Unternehmen tiefgreifend um und platzierten es erfolgreich im Luxus-Segment, auch der Umsatz vervielfachte sich unter ihrer Leitung. Die Holy-Brüder formten die Firma zu einem wettbewerbsfähigen Unternehmen von internationalem Rang. Die Zuständigkeitsbereiche innerhalb der Unternehmensführung waren unter den Brüdern klar aufgeteilt: Jochen war für die Bereiche Kollektion, Marketing und Werbung zuständig, die restlichen Bereiche fielen in Uwes Zuständigkeitsbereich. Nachdem sie 1989 mit dem Verkauf von Aktienanteilen ihre Mehrheit am Unternehmen verloren hatten, zogen sie sich 1993 gänzlich aus der Hugo Boss AG zurück.
Schon während der Endphase ihres Engagements in der Hugo Boss AG gründeten die Holy-Brüder 1984 die Männermode-Marke Strellson. Seit dem Rückzug aus der Unternehmensspitze der Hugo Boss AG liegt das unternehmerische Hauptaugenmerk der Gebrüder auf der Strellson AG mit Sitz im schweizerischen Kreuzlingen und deren Tochtergesellschaft Windsor, die seit 2005 als Holy Fashion Group auftreten. Jochen Holy war bis zuletzt als Verwaltungsratsmitglied tätig.
Des Weiteren waren die Holy-Brüder in der Immobilienverwaltung tätig. Die 1995 gegründete Holy GmbH & Co. KG, mittlerweile unter Holy AG firmierend, betreibt die Outletcity Metzingen.